# Pseudosmittia obtusa
Pseudosmittia obtusa är en tvåvingeart som beskrevs av Karl Strenzke 1960. Pseudosmittia obtusa ingår i släktet Pseudosmittia och familjen fjädermyggor. Arten har ej påträffats i Sverige. Inga underarter finns listade i Catalogue of Life.